# Rob Grootendorst
Robert (Rob) Grootendorst (Schiedam 11 februari 1944 - 23 februari 2000) was neerlandicus en hoogleraar taalbeheersing van het Nederlands aan de Universiteit van Amsterdam. Samen met Frans van Eemeren staat hij bekend als de grondlegger van de pragma-dialectiek, een argumentatietheorie die geïnspireerd is door het kritisch rationalisme van Karl Popper.
Grootendorst begon in de jaren zestig als meester op de lagere school en studeerde hiernaast Nederlandse taal- en letterkunde aan de Universiteit van Amsterdam, waar hij in 1970 slaagde voor zijn doctoraal. In 1982 promoveerde hij hier ook samen met Frans van Eemeren op het gezamenlijk proefschrift Regels voor redelijke discussies. Van 1984 tot 2000 was hij hoogleraar Taalbeheersing van het Nederlands aan de Universiteit van Amsterdam en tevens directeur van het onderwijsinstituut Neerlandistiek.
Aan het begin van de jaren zeventig werkte Grootendorst mee aan de heruitgave van enige werken van Theo Thijssen, over wie hij in 1979 ook een levensbeschrijving publiceerde, en in de jaren negentig de uitgave van zijn verzameld werk verzorgde. In de jaren zeventig begon ook zijn jarenlange samenwerking met Frans van Eemeren met de opzet van een Aula pocket over argumentatietheorie, die in 1978 verscheen. In 1986 was hij samen met Frans van Eemeren medeoprichter van de International Society for the Study of Argumentation. In de jaren negentig werkte hij ook mee aan de uitgave van enige werken van Ischa Meijer.

## Publicaties
- 1978. Argumentatietheorie. Met Frans van Eemeren en Tjark Kruiger. Aula-boeken nr.613. Utrecht: Het Spectrum
- 1979. Theo Thijssen 1879-1943: schrijver en schoolmeester. Lelystad: Stichting IVIO
- 1982. Regels voor redelijke discussies: een bijdrage tot de theoretische analyse van argumentatie ter oplossing van geschillen. Gezamenlijk proefschrift met Frans van Eemeren. Universiteit van Amsterdam. Dordrecht: Foris Publications Holland
- 1988. Het Amsterdam van Theo Thijssen. Met Peter-Paul de Baar en Jan Roedoe. Uitgeverij Thomas Rap, Amsterdam, 1988
- 1992. Argumentation, communication, and fallacies. A pragma-dialectical perspective (met Frans van Eemeren)
- 1993-99. Verzamelde werken [van Theo Thijssen]. bezorgd door Peter-Paul de Baar en Rob Grootendorst. 4 dln, Amsterdam.